# Veszkény
Veszkény község Győr-Moson-Sopron vármegyében, a Kapuvári járásban.

## Fekvése
Veszkény Magyarország északnyugati részén Kapuvártól keletre, 8 kilométer távolságra helyezkedik el.

### Megközelítése
A település déli szélén húzódik a 85-ös főút, valamint a Győr–Sopron-vasútvonal, így mind közúton, mind pedig vasúton könnyen megközelíthető. A főútról a 8516-os út vezet a községbe, s ezen út vasúti keresztezésénél található a vasútvonal Veszkény megállóhelye is (fizikailag Babót község területén, de nagyságrendekkel közelebb Veszkény lakott területeihez). Az autóbusz-közlekedés jó, rendszeresen indulnak járatok Kapuvár és a környező települések irányába.

## Története és mai élete
Első írásos említése 1265-ből maradt fenn "nobilis de wezeken" alakban. IV. Béla ekkor öt telket adományozott a királyi erdőőrök birtokából Vezekényi Dénesnek, mivel a Morva melletti csatában a királyt védve súlyosan megsebesült. Az Árpád-kori oklevelekben Veszkény, Wezeken, Vezeken, Wezekin formában fordult elő. 1366-ban a győri káptalan előtt a Vezekény család tagjai közös megegyezéssel felosztják egymás között birtokaikat. A XVI. században a határ egyik részét a Vezekény nemzetségből származó Czirákyak, míg a határ másik felét a Csornai család birtokolja. Az utóbbi részt először enyingi Török Bálint szerzi meg, leszármazottaitól házasság révén 1618-ban Nyáry Miklóshoz került. 1624-ben a Cziráky birtokot az Esterházyak szerzik meg, akik ettől kezdve a falu legnagyobb birtokosai lesznek. 1594-ben – Győr elestekor -a a település is a török pusztítás áldozatává vált. A falu felét pusztították el. Ezt a mai napig sírhegyi dombnak hívják. A lakosság a Hanság lápvilágában keresett menedéket. A falu újratelepítése csak 1622 körül indult meg.

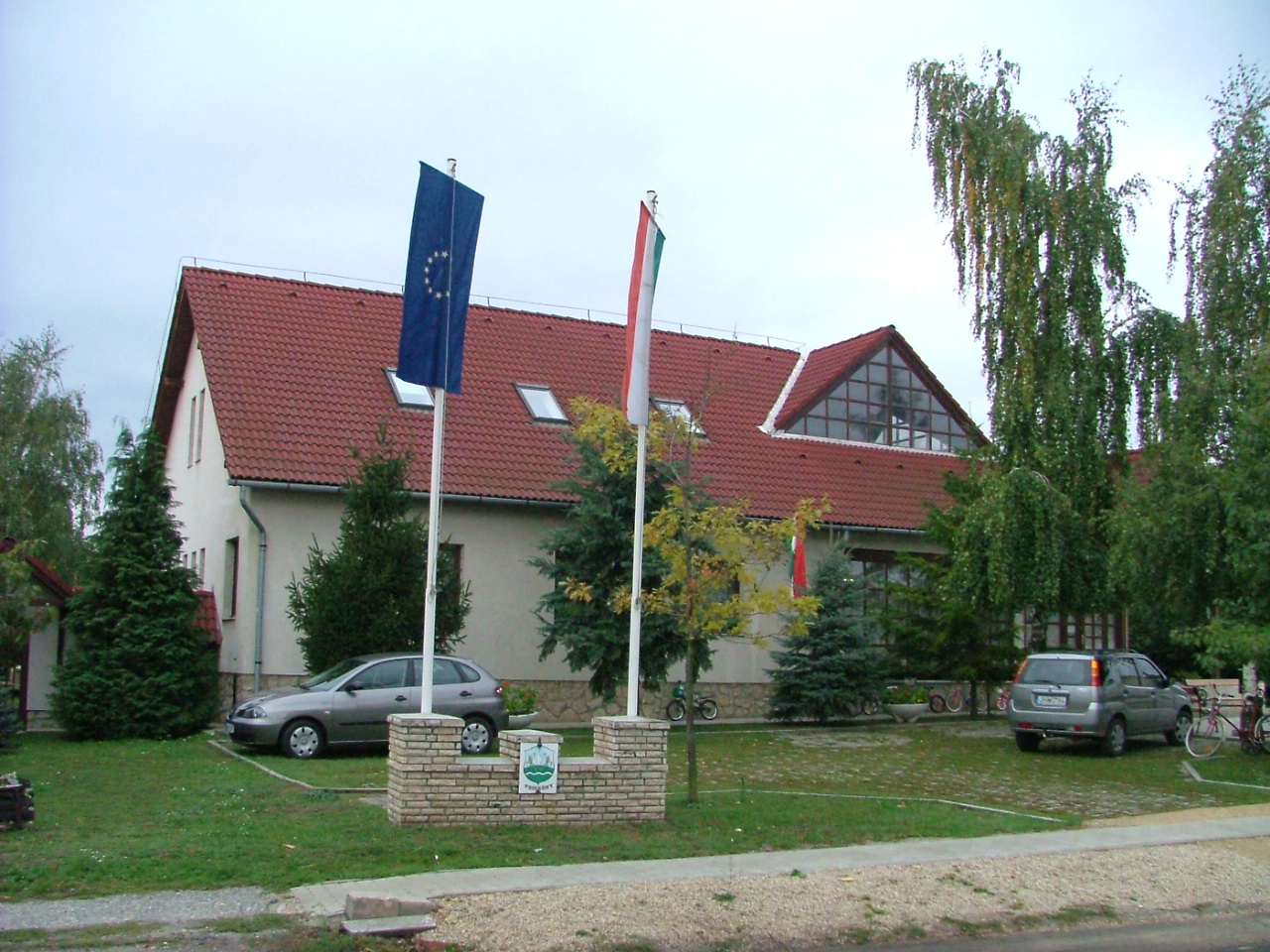
A községháza

A megélhetést az évszázadok során a mezőgazdaság biztosította a falu lakói számára. A 18. században a népesség növekedésével párhuzamosan folyt a művelhető földterületek kiterjesztése. 1768-ban a település lakóinak sikerült előnyös megállapodást kötni a földesúrral az úrbéri terhek csökkentéséről. Mivel megfelelő nagyságú földdel csak kevesen rendelkeztek, a többség mezőgazdasági munkásként, cselédként az Eszterházy uradalomban dolgozott. A szegénység mellett a lakosokat a túlzsúfoltság is sújtotta. Több család lakott egymással egy udvarban, de előfordult, hogy egy szobában több család is szorongott. 1920-ban a hitbizományi földekből 100 házhely kialakítására került sor. 1938-ban a megszüntetett hercegi major épületeinek egy részét lebontották és anyagából a volt cselédek építettek maguknak lakásokat. A fennmaradt majorsági épületekből a második világháború alatt fogolytábort alakítottak ki, ahol orosz és román hadifoglyokat őriztek.
1945-ben sor került a földosztásra, amelynek során 306 földigénylő között 914 kat. hold földet osztottak szét a hercegi birtokból. 1950 és 1953 között a kötelező beszolgáltatás miatt sokan elhagyták földjüket és az iparban kerestek munkát. 1949-ben 20 taggal megalakult a Szabadság Termelőszövetkezet, ami azonban 1956-ban feloszlott. Az újabb téeszesítés során  1959-ben alakult meg a Rákóczi Termelőszövetkezet, ami már a lakosság 80%-át tömörítette. 1976-ban Veszkény központtal egyesítik a környező falvak téeszeit, Tordosa-menti Termelőszövetkezet néven.
1990-ben alakult meg az önkormányzat. A képviselő-testületet. Az önkormányzat költségvetését, az állami hozzájáruláson kívül, két helyi adó – a telekadó és az építményadó – egészíti ki. Veszkény jelenleg két fontos regionális együttműködésben, a térségfejlesztésben és turisztikai társulásban vesz részt, Kapuvár központtal. Az önkormányzat távlati terveiben az iparfejlesztés, valamint a falusi turizmus feltételeinek megteremtése szerepel. E célok megvalósításához kapcsolódik az infrastruktúra fejlesztése, parkosítás, valamint a település alatt található termálvíz feltárása.

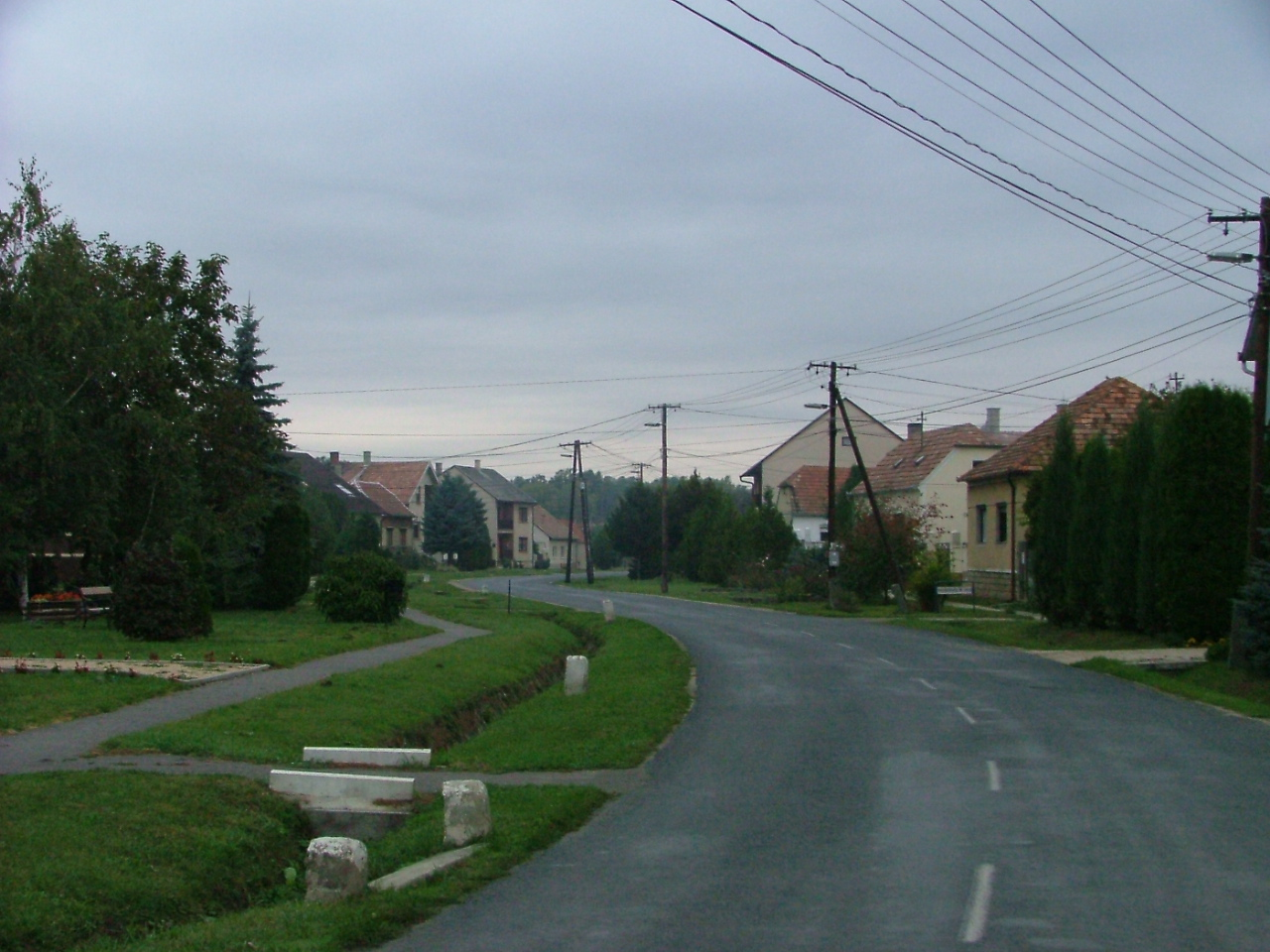
Közpark a Fő út mellett

Az iskolai oktatás 1730-tól vált rendszerssé, amikor saját tanítója lett a falunak. 1851-ben megépült az új iskola, amit 1875-ben két tantermesre bővítettek. 1891-től már segédtanítót is alkalmaztak, majd 1903-ban a szűknek bizonyult iskolát újabb tanteremmel bővítették. 1980-ban a körzetesítés során a felső tagozatot megszüntették és ettől kezdve a gyerekek Kapuvárra jártak tanulni. 1992-től ismét önálló iskolája lett a falunak. A két tantermes iskolában jelenleg 3 pedagógus 39 tanulóval foglalkozik. Óvodával az 1960-as évektől rendelkezik a település. 1994-ben új, korszerű épületbe költözött a napközi otthonos óvoda, amely így hosszabb távon is megfelel a követelményeknek. Az iskolát és az óvodát 250 kapacitású konyha szolgálja, ez azonban jelenleg csak 50%-os kihasználtsággal működik. Az idősek szociális gondozását, kikapcsolódását az Öregek Napközi Otthona biztosítja. Háziorvosi, védőnői és állatorvosi szolgálat működik a faluban.

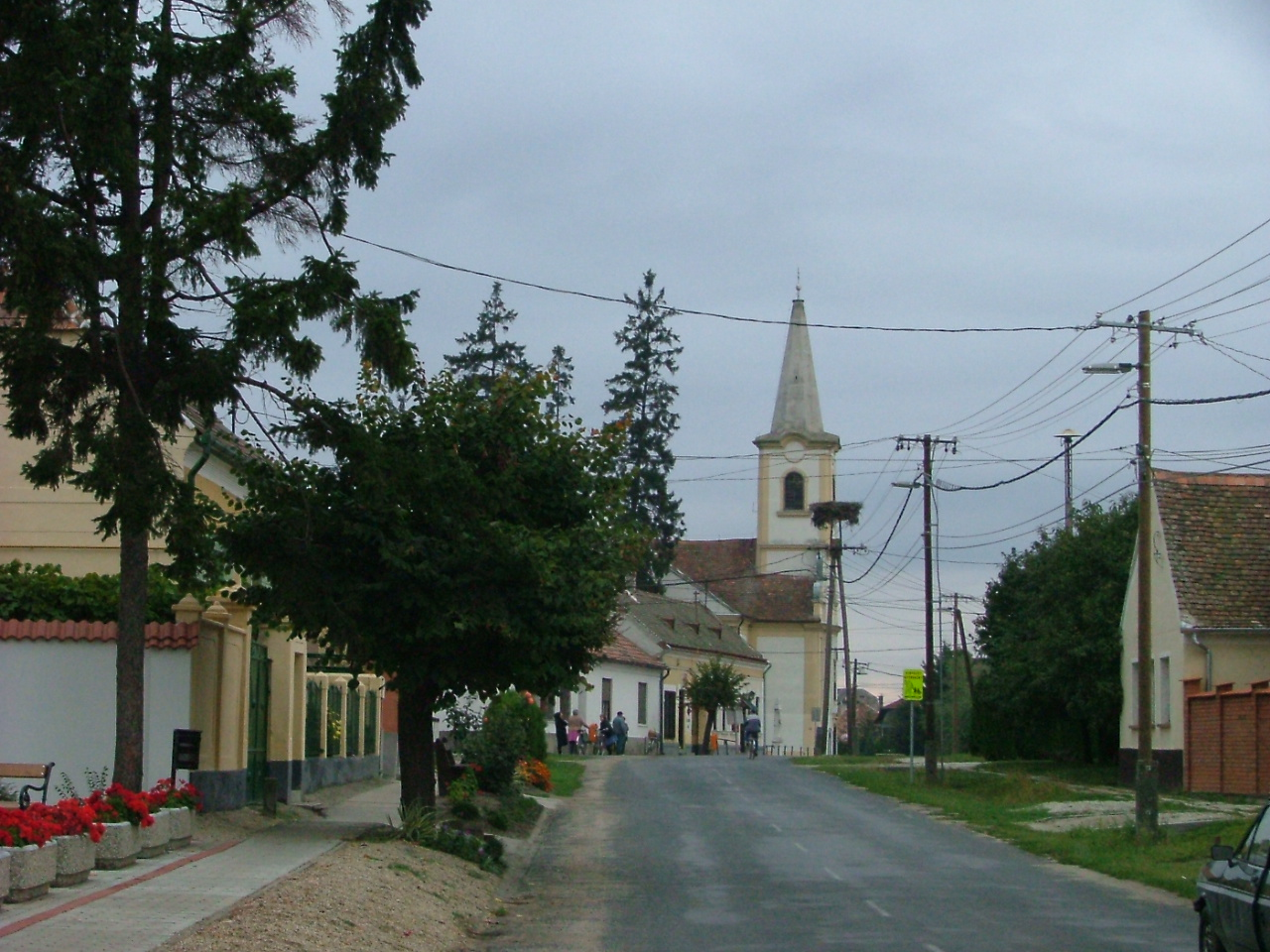
A rk. templom

1947-ben épült a vasúti megálló és befejeződött a falu villamosítása. 1990-ben kiépült a vízvezeték-hálózat, amelyre minden lakóházat rákapcsoltak. Veszkény csatlakozott a korszerű crossbar rendszerhez és a családok nagy része rendelkezik telefonnal. Ez a hálózat jelenleg várakozási idő nélkül tovább bővíthető. 1996-ban befejeződött a szennyvízcsatorna építése. A szilárd kommunális hulladék összegyűjtése és szállítása megoldott. A vezetékes gáz kiépítése, a tervek szerint, 1997-ben fejeződik be. A község útjai portalanítottak, valamennyi utcában van járda. A lakosság megélhetésében a mezőgazdaság még mindig jelentős szerepet játszik, bár ma már egyre többen vállalnak az iparban munkát és nőtt az egyéni vállalkozók száma is. A Tordosa-menti MGTSZ az 1990-es években községenként önálló szövetkezetekre vált szét. Napjainkban is megőrizte fontos szerepét a falu életében. Jelentős az egyéni gazdák száma is, akik saját, vagy bérelt földjüket művelik meg. A legnagyobb vállalkozások közé a SZAK TRANS Kft, valamint az osztrák érdekeltségű 20-22 női alkalmazottnak munkát biztosító EURO-ELEKTRONIKA Kft tartozik. Jelenleg 36 vállalkozás működik a faluban, új beruházásokra is van lehetőség, mivel a Tordosa-menti MGTSZ és az önkormányzat is rendelkezik ehhez megfelelő épületekkel. Művelődésre, kikapcsolódásra, rendezvények szervezésére a kultúrotthon és a könyvtár kínál lehetőséget. Sportolásra, sportrendezvények, versenyek megrendezésére az 1994-ben átadott 450 m2-es sportcsarnok áll rendelkezésre. A legnépszerűbb sport a labdarúgás és a tenisz. Lehetőség van a kosárlabda, kézilabda és a karate gyakorlására is. A helyi sportegyesület, a TORDOSA SE labdarúgó szakosztálya sikeresen szerepel a megye másodosztályú bajnokságában. A közeli kavicsbánya a horgászoknak nyújt kikapcsolódást.

## Közélete

### Polgármesterei
- 1990–1994: Nyerges Géza (független)[3]
- 1994–1998: Nyerges Géza (független)[4]
- 1998–2002: Matzkó János (független)[5]
- 2002–2006: Matzkó János (független)[6]
- 2006–2010: Matzkó János (független)[7]
- 2010–2014: Matzkó János (független)[8]
- 2014–2019: Németh Árpád (független)[9]
- 2019−2024: Németh Árpád (független)[10]
- 2024− : Németh Árpád (Fidesz-KDNP)[1]

## Népesség
A település népességének változása:
| Lakosok száma | 923  | 914  | 931  | 989  | 980  | 976  | 995  |
|               | 2013 | 2014 | 2015 | 2021 | 2022 | 2023 | 2024 |

A 2011-es népszámlálás során a lakosok 89,3%-a magyarnak, 1,2% németnek, 0,2% románnak mondta magát (10,6% nem nyilatkozott; a kettős identitások miatt a végösszeg nagyobb lehet 100%-nál). A vallási megoszlás a következő volt: római katolikus 80,3%, református 1,1%, evangélikus 1,2%, görögkatolikus 0,5%, felekezeten kívüli 3,3% (13,5% nem nyilatkozott).
2022-ben a lakosság 91,9%-a vallotta magát magyarnak, 1,8% németnek, 0,7% szerbnek, 0,1-0,1% görögnek, románnak, horvátnak és ukránnak, 1,5% egyéb, nem hazai nemzetiségűnek (6,8% nem nyilatkozott; a kettős identitások miatt a végösszeg nagyobb lehet 100%-nál). Vallásuk szerint 58,5% volt római katolikus, 2,1% református, 1,3% evangélikus, 0,1% görög katolikus, 0,4% egyéb keresztény, 1,7% egyéb katolikus, 5,4% felekezeten kívüli (30,4% nem válaszolt).

## Látnivalók
- Keresztelő Szent János Római katolikus templom
- Kőkereszt
- Sarlós Boldogasszony kápolna
- Millenniumi emlékmű
- MET-NA Kft